# Movimiento Hanfu
El movimiento Hanfu (chino simplificado: 汉服运动; chino tradicional: 漢服運動) es un movimiento social que se ha desarrollado en China desde principios del siglo XXI. En 2003, los partidarios del renacimiento de los Han lanzaron el sitio web Hanwang (en chino: 漢網, Han Network) para promover la ropa tradicional de la etnia han o Hanfu y una agenda supremacista Han. Los participantes revitalizan su visión utópica de la auténtica «Gran Han» y la correspondiente «China real» a través de las vestiduras, reinventando el ritual confuciano y el sentimiento antifraude. Tratan de restaurar y enfatizar la pureza y superioridad de la cultura tradicional china mediante la promoción del uso del hanfu, que afirman ser la «vestimenta étnica tradicional» del grupo étnico mayoritario chino Han. Mientras que algunos entusiastas de Hanfu creen que el tema de la vestimenta de los Han no puede separarse del tema más amplio de la identidad racial y el poder político en China, algunos consideran que la mayoría de los partidarios usan el estilo para mostrar su aprecio por la cultura china o simplemente por la moda, sin preocuparse por el nacionalismo Han, anunciado por algunos líderes del movimiento Hanfu.

## Historia
Según el Asia Times Online, el movimiento Hanfu puede haber comenzado alrededor de 2003. Wang Letian de Zhengzhou, China, vistió públicamente Hanfu. Wang y sus seguidores inspiraron a otros a reflexionar sobre la identidad cultural de los chinos Han. Organizaron el movimiento Hanfu como una iniciativa en un esfuerzo más amplio para revivir y preservar la identidad china Han.
Según James Leibold, profesor asociado de política china y estudios asiáticos en la Universidad La Trobe, hubo defensores del renacimiento de los Han que lanzaron un sitio web conocido como Han Network para promover la ropa tradicional de los Han y la agenda supremacista de los Han en 2003. Los principios rectores del sitio web se describen como «Han-centrismo», la creencia en «la importancia primordial de la justicia racial y la defensa de la posición de la raza Han mediante la defensa de esta filosofía central», la constitución afirma que «la cultura Han es la más avanzada del mundo y su raza es una de las más fuertes y prósperas». Algunos pioneros del movimiento que promueven la ropa Han y la agenda supremacista Han, admitieron que la cuestión de la ropa Han no puede separarse de la cuestión más amplia de la identidad racial y el poder político en China. Además, Leibold también mencionó eso: «uno se equivoca al creer que todos los partidarios de Hanfu comparten la agenda política de la constitución de Hanwang. Más bien, el movimiento abarca un grupo muy diverso de individuos que encuentran diferentes tipos de significado y disfrute en la categoría de Han».
El movimiento Hanfu ha sido controvertido desde su inicio. Mientras que los partidarios a menudo aplauden su reactivación de la cultura Han, otros critican su exclusividad. La sociedad china Han, en su conjunto, no ha aceptado el reavivamiento de usar Hanfu para el uso diario. Las personas que usan Hanfu en público, en lugar de lo que ahora es la vestimenta occidental más común, a menudo se consideran excéntricas.
Los entusiastas del Hanfu a menudo realizan eventos para alentar al público a usar esta ropa tradicional. Los principales eventos de los últimos años incluyen a Guan Li (hombres) y Ji Li (mujeres) —ceremonias de la mayoría de edad en China—. Los activistas en este movimiento también visten a Hanfu en numerosas ceremonias públicas y privadas.
Durante una entrevista, un pionero del movimiento que promueve la ropa Han y la agenda supremacista Han, con otros partidarios admitió que la cuestión de la ropa Han no puede separarse de la cuestión más amplia de la identidad racial y el poder político en China. Sin embargo, algunos partidarios consideran que la mayoría de ellos usan el estilo para mostrar su aprecio por la cultura china o simplemente por la moda, sin preocuparse por el nacionalismo Han, publicitado por algunos líderes del movimiento Hanfu.
El profesor de la Universidad de Macquarie, Kevin Carrico, dijo: «En este proceso, Han Clothing hizo la transición de una fantástica tradición inventada a una imagen lejana en una pantalla a una realidad física en las calles de China, en la que uno podía envolverse y reconocerse a sí mismo. El movimiento promueve una tradición sagrada en torno a la realidad profana, declarando una guerra estética contra la dictadura de lo real». En 2011, un entusiasta de Hanfu explicó a Carrico su comprensión del nacionalismo:

No puedes tener nacionalismo sin raza. Eso es lo que queremos hacer: promover el nacionalismo racial Han ... El nacionalismo multirracial que tenemos ahora en China, con 56 razas como parte de una «raza china» (chino: 中華民族) más grande es una gran estafa. Nos lo impusieron los manchúes, lo que nos obligó a los Han, el núcleo de China desde el principio de los tiempos, a la sumisión. Todo lo que ha hecho este nacionalismo es debilitar a China. No se puede simplemente destruir la distinción entre civilización y barbarie, incorporar un grupo de bárbaros a nuestra nación y luego esperar una nación fuerte. Toda esta charla de «riqueza y poder» es vacía y sin sentido sin el nacionalismo Han.

## Definición de Hanfu

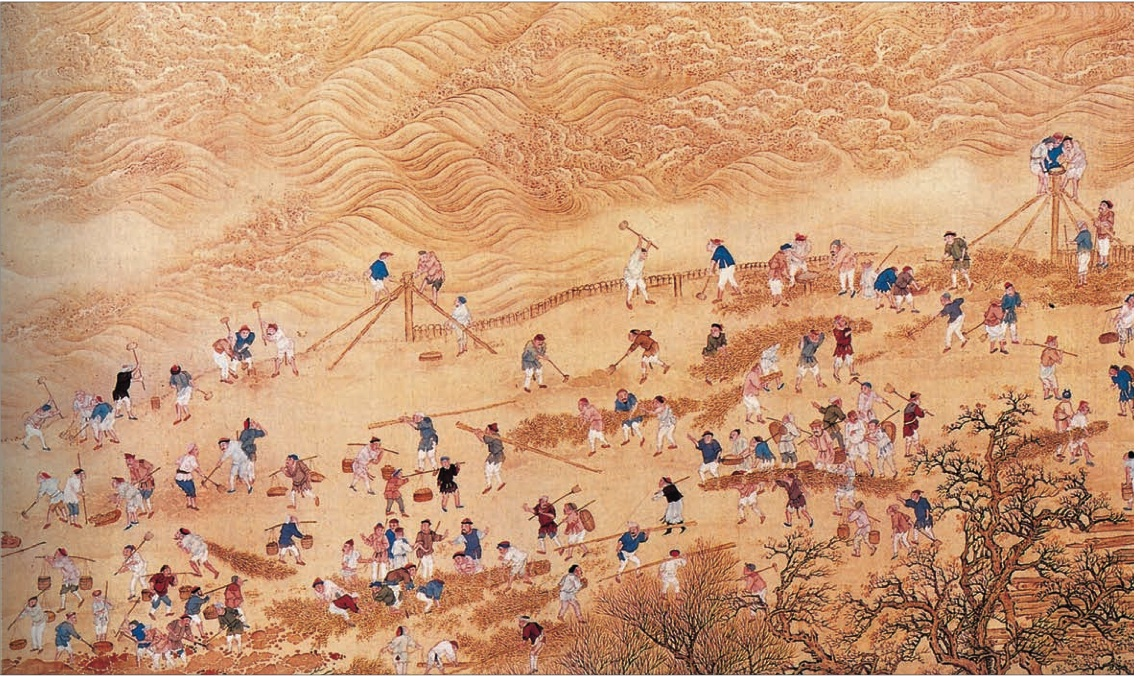
Ropa Han y Manchú durante la dinastía Qing.

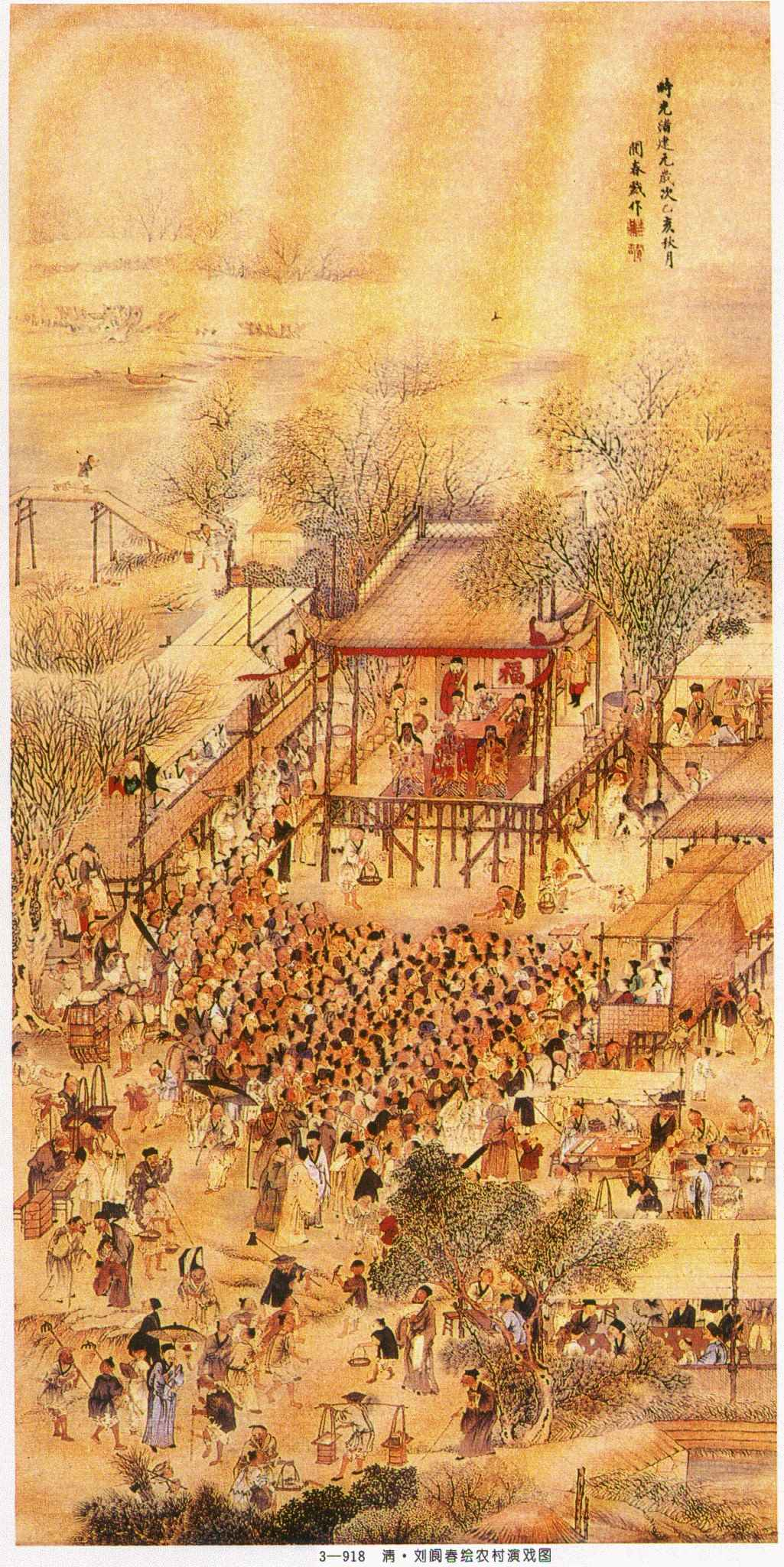
Ropa Han china a principios de la dinastía Qing.

La palabra «Hanfu» no está incluida en el diccionario autorizado del chino mandarín estándar Contemporary Chinese Dictionary (chino: 現代漢語詞典) y su definición moderna fue creada por los usuarios de Internet alrededor del año 2003.
Según el Dictionary of Old Chinese Clothing («Diccionario de ropa antigua china») (中國衣冠服飾大辭典), el término «hanfu» significa «vestido del pueblo Han», un concepto para distinguir el vestido del pueblo Han de la ropa de las minorías. El término/concepto de «hanfu», que no se utilizaba comúnmente en la antigüedad, puede encontrarse en algunos registros históricos de las dinastías Han, Tang, Song, Ming y la era de la República de China (1912-1949), pero no hay una historia clara que indique que existiera tal indumentaria bajo el nombre de «hanfu».

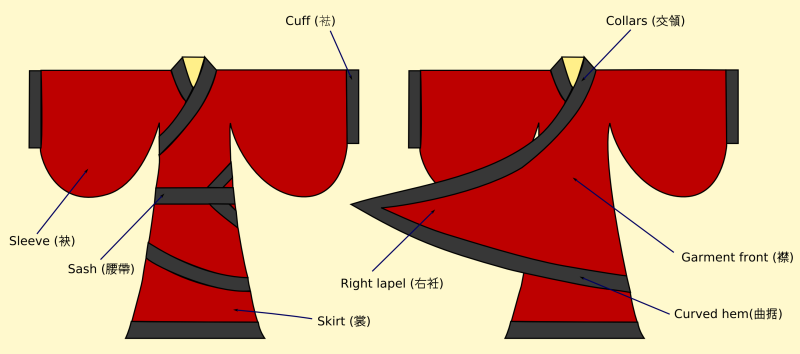
Ejemplo de hanfu.

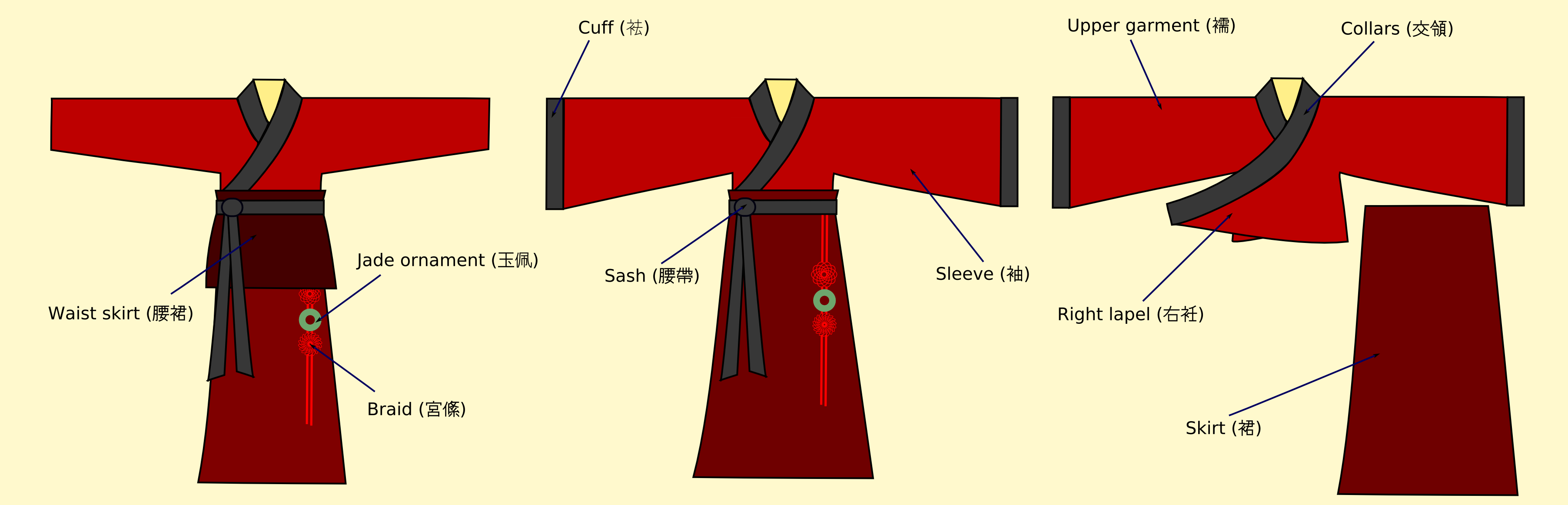
Ejemplo de hanfu femenino.

Los partidarios del movimiento afirman que las características principales de Hanfu eran simbólicas de los valores éticos y morales culturales: «el cuello izquierdo que cubre el derecho representa la perfección de la cultura humana sobre la naturaleza humana y la superación de las fuerzas corporales por el poder espiritual de la enseñanza de los rituales éticos; la manga expansiva de corte y tabla representa una relación moral y concordante entre la naturaleza y el poder creador humano; el uso de la faja para sujetar la prenda sobre el cuerpo representa las limitaciones de la cultura Han para limitar el deseo de los humanos de incurrir en actos amorales.» En la dinastía Qing, los oficiales reemplazaron el Hanfu por el traje de Manchú. Aunque muchas personas creen que el Qipao o Cheongsam es el traje nacional de China, este vestido es bastante moderno.
Los defensores del movimiento creen que el término hanfu se refiere a la ropa histórica desaparecida, anterior al siglo XVII, usada por el pueblo Han, y el significado de Hanfu en el movimiento es el mismo que el que tenía en los registros históricos, incluso así, la investigación académica indica que la «definición moderna de Hanfu» fue creada en un lenguaje chino colaborativo, basado en la web enciclopediaBaidu Baike y el sitio web chinés Hanwang por los usuarios de Internet.
Zhou Xing (en chino: 周星) profesor de la Universidad de Aichi, dijo que el llamado «hanfu», que no era de uso común en la antigüedad, se refiere a la vestimenta tradicional imaginada por los participantes del movimiento Hanfu.
El profesor de la Universidad de Estudios Políticos de la Juventud de China Zhang Xian (en chino: 張跣) mencionó que la «definición moderna de Hanfu» es un concepto publicitado por los defensores del movimiento Hanfu. Esos defensores son en su mayoría estudiantes, que crearon una norma no académica y no oficial de Hanfu que se refiere a la vestimenta histórica de la etnia Han antes de la dinastía Qing y la publicaron en Baidu Baike. También argumenta que la promoción de la ropa Han es un «tótem» hueco que sirve para engañar a la gente sobre la naturaleza racista y regresiva del movimiento. Al enfatizar la pureza y superioridad de la cultura Han, los hanistas están denigrando en lugar de revivir la conciencia nacional, y por lo tanto representan una desviación y distorsión de la corriente principal del nacionalismo cultural en la China más reciente.
Kevin Carrico señaló que: «En realidad, el hanfu moderno es un estilo de vestir inventado que incluye mangas anchas, túnicas fluidas, cinturones de cintura y colores vibrantes. Sus defensores de hoy en día afirman que fue la invención del mítico Emperador Amarillo y que fue usado durante milenios por el pueblo chino.... Han hizo la transición de una fantástica tradición inventada a una imagen lejana a una realidad física en las calles de China, en la que uno podía envolverse y reconocerse».

## Debates y nacionalismo

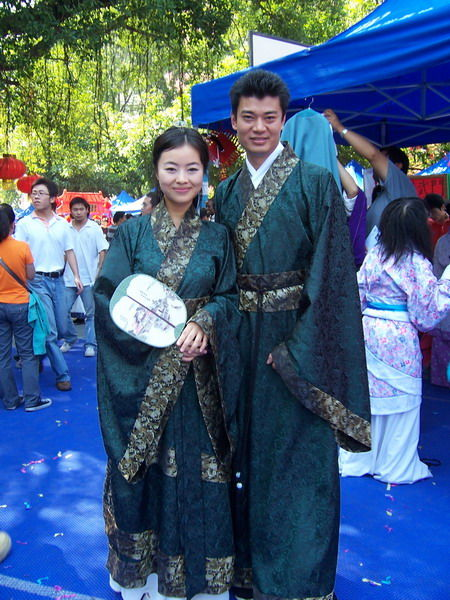
Dos promotores del movimiento Hanfu en el Festival Cultural Chino de Guangzhou.

En el siglo XXI, los defensores de Hanfu sostienen que hacer de Hanfu un vestido nacional podría unir al país, creando un símbolo cultural para China y una tradición renovada para las generaciones futuras.  Pero los críticos del movimiento creen que este renacimiento se inclina hacia un nacionalismo estrecho y que se centra en la apariencia más que en el contenido. 
Temen que un esfuerzo por rechazar el vestido que no sea de Hanfu podría llevar a un rechazo de Occidente en términos que van más allá del estilo de la ropa. Otros críticos señalan que Hanfu es el único vestido del pueblo Han. Los otros 55 grupos étnicos de China podrían no querer adoptarlo y renunciar a su propia vestimenta.
Algunos defensores de Hanfu afirman que  el pueblo manchú gobernantes de la dinastía Qing, dedicados con determinación a la destrucción del pueblo Han y, por lo tanto, de la propia China, han transformado fundamentalmente la sociedad china y han desplazado su esencia «de la civilización a la barbarie». La violencia real, como la masacre de Yangzhou durante la cual una masacre dirigida por manchúes devastó la ciudad de Yangzhou, o el edicto emitido por el tribunal de Manchú que imponía un peinado particular a los hombres manchúes y han por igual, se combina con la violencia imaginaria de desaparición forzada de la ropa de Han. Según los historiadores, la gran mayoría de los hombres han, eran de hecho, libres de seguir vistiéndose como lo habían hecho durante la dinastía Ming y el número de víctimas de la masacre de Yangzhou fue muy exagerado —la prefectura de Yangzhou ya había sido masacrada dos veces por el ejército Ming antes de que la ciudad de Yangzhou fuera capturada por el ejército Qing—. Los devotos de la ropa Han también afirman que tales «prácticas incivilizadas» como escupir, forzar a otros a beber alcohol, o corrupción política son el producto del «estigma de Manchú».
De acuerdo con el historiador Edward J.M. Rhoads, durante la dinastía de Qing, los gobernantes de Manchuria requirieron la ropa de manchú solamente para los miembros de las Ocho banderas y los hombres de la etnia han que servían como funcionarios del gobierno. A los civiles han ordinarios se les permitía usar ropa Han, sin embargo, la mayoría de los hombres civiles han adoptaron voluntariamente la ropa manchú, ya que representaba lo que la élite usaba. A lo largo de la dinastía Qing, la mayoría de las mujeres han continuaron usando ropa de su etnia y no adoptaron ropa de mujer manchú.

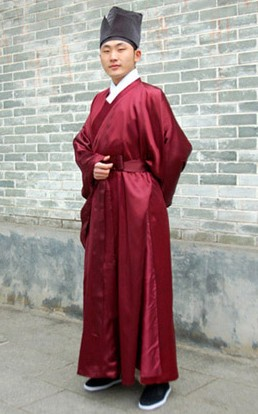
Tipo de hanfu llamado «taoísta».

Los sacerdotes continuaron usando la vestimenta tradicional taoísta en la dinastía Qing y no adoptaron la vestimenta Qing manchú. Después de que los Qing fueran derrotados en la revolución Xinhai de 1911, la nobleza y la Society for Restoring Ancient Ways (Fuguhui) en Sichuan y Hubei adoptaron el vestido y el moño taoístas.
Las teorías de conspiración entre los participantes del Movimiento Hanfu afirman que hay un plan secreto de restauración en Manchú que ha estado en marcha desde el comienzo de la era de reforma posterior a 1978. Sostienen que los manchúes controlan secretamente todas las instituciones importantes del partido-estado, como el Ejército Popular de Liberación, Departamento de Propaganda del Partido Comunista de China, Ministerio de Cultura, y en especial la Comisión Nacional de Población y Planificación Familiar, que se considera un bastión de la influencia de los manchúes. Creen que su política de hijo único no es más que «una escalada del largo plazo Manchú genocidio que apunta al pueblo Han», ya que consideran que «la política de hijo único no parece algo que una raza haría a su propio pueblo».

## Evolución
En febrero de 2007, los defensores de Hanfu presentaron una propuesta al Comité Olímpico Chino para que fuera la indumentaria oficial del equipo chino en los Juegos Olímpicos de verano de 2008. El Comité Olímpico Chino rechazó la propuesta en abril de 2007.